# Río Motagua (vattendrag, lat 15,72, long -88,24)
Río Motagua är ett vattendrag i Guatemala. Det ligger i den östra delen av landet, 270 km öster om huvudstaden Guatemala City.